# Zhu Jianhua (Leichtathlet)
Zhu Jianhua (chinesisch 朱建华, Pinyin Zhū Jiànhuá; * 29. Mai 1963) ist ein ehemaliger chinesischer Hochsprungweltrekordler.
Zhus erster internationaler Erfolg war sein Sieg bei den Asienmeisterschaften des Jahres 1981, als er den bisherigen Rekord Asiens um 15 Zentimeter überbot. Bei den Asienspielen der Jahre 1982 und 1986 siegte er erneut mit großem Vorsprung. 
Seinen ersten Weltrekord in Hochsprung stellte er mit 2,37 Meter am 11. Juni 1983 in Beijing auf. Es folgten jeweils Verbesserungen um einen Zentimeter beim Internationalen Hochsprung-Meeting in Eberstadt und in Shanghai. Sein Weltrekord wurde erst am 11. August 1985 von Rudolf Powarnizyn überboten.
Bei den ersten Leichtathletik-Weltmeisterschaften 1983 in Helsinki und bei den Olympischen Spielen 1984 in Los Angeles errang er als amtierender Weltrekordler jeweils die Bronzemedaille. 